# 春闺梦
《春闺梦》是中华民国大陆时期由京剧名家程砚秋和俞振飛所创作的京剧剧本，吸收了不少崑劇《牡丹亭》的身段，由程、俞二人首演。具体创作时间未考，但因其初次上演在1931年8月下旬中和戏院，因此推测可能创作于为1930年至1931年之间。本剧共十二场，故事通过汉末时期河北两大军阀公孙瓒与刘虞为争权而发动内战，借此引出一对新婚夫妇（即张氏与王恢）在乱世中的悲欢离合。也由于当时的创作背景正值军阀割据时期，程砚秋因此编排此戏以借古讽今；剧中表现在“民怨”的同时也被认为涵括了当时民间对和平的渴望。

## 剧名注释
汉主东封报太平，无人金阙议边兵。
纵饶夺得林胡塞，碛地桑麻种不生。
誓扫匈奴不顾身，五千貂锦丧胡尘。
可怜无定河边骨，犹是春闺梦里人。
陇戍三看塞草青，楼烦新替护羌兵。
同来死者伤离别，一夜孤魂哭旧营。
黠虏生擒未有涯，黑山营阵识龙蛇。
自从贵主和亲后，一半胡风似汉家。

——陈陶《陇西行四首之其二》